# Melanotaenia boesemani
Melanotaenia boesemani är en fiskart som beskrevs av Allen och Cross, 1980. Melanotaenia boesemani ingår i släktet Melanotaenia och familjen Melanotaeniidae. IUCN kategoriserar arten globalt som starkt hotad. Inga underarter finns listade i Catalogue of Life.